# Hautacam
Le Hautacam est une station de sports d'hiver des Pyrénées françaises située sur la commune de Beaucens, dans le département des Hautes-Pyrénées en région Occitanie à proximité d'Argelès-Gazost et de Lourdes, qui tire son nom du sommet du Hautacam (1 746 m) aussi nommé Soum de Davantaygue. 

## Sports d'hiver
Il s'agit d'une station de moyenne altitude créée en 1972 par Jean Labouly. Le domaine nordique de ski de fond date de 1990. La pratique du longskate est reine dans cette station. En été on peut pratiquer le dévalkart sur les pistes.

## Cyclisme

### Tour de France
| Année | Étape | Ville de départ | Distance (km) | Catégorie du col | Vainqueur        | Maillot jaune    |
| ----- | ----- | --------------- | ------------- | ---------------- | ---------------- | ---------------- |
| 2025  | 12    | Auch            | 181           | HC               | Tadej Pogačar    | Tadej Pogačar    |
| 2022  | 18    | Lourdes         | 143           | HC               | Jonas Vingegaard | Jonas Vingegaard |
| 2014  | 18    | Pau             | 145.5         | HC               | Vincenzo Nibali  | Vincenzo Nibali  |
| 2008  | 10    | Pau             | 156           | HC               | Juan José Cobo   | Cadel Evans      |
| 2000  | 10    | Dax             | 205           | HC               | Javier Otxoa     | Lance Armstrong  |
| 1996  | 16    | Agen            | 199           | HC               | Bjarne Riis      | Bjarne Riis      |
| 1994  | 11    | Cahors          | 263.5         | HC               | Luc Leblanc      | Miguel Indurain  |

L'arrivée au Hautacam a été longtemps associée à des affaires de dopage. Bjarne Riis a avoué en mai 2007 s'être dopé, lors de sa victoire sur le Tour en 1996, où il avait effectué la montée en 34 min 40 s. Sa victoire, dans un premier temps retirée, lui a été réattribuée en juillet 2008, celui-ci collaborant à la lutte contre le dopage. Lance Armstrong, qui avait assommé le Tour lors de cette première étape de montagne en 2000 (et avait grimpé la montée en 36 min 20 s), a été déchu de ses sept titres acquis sur le Tour de France en octobre 2012, à la suite d'une enquête, l'USADA s'appuyant notamment sur les aveux de ses anciens coéquipiers de l'US Postal. Leonardo Piepoli, vainqueur ici en 2008, a été déclassé au profit de son coéquipier Cobo Acebo, qu'il avait devancé sur la ligne, car convaincu de dopage quelques mois plus tard.
Vincenzo Nibali, a effectué la montée en 37 min 20 s en 2014. 
En 2025, Tadej Pogačar a effectué la montée en 35 min 21 s, gagnant ainsi la 12e étape du Tour de France.

### Profil de la montée
Après avoir quitté Argelès-Gazost, l’ascension vers la station du Hautacam débute réellement à Ayros-Arbouix pour 13,5 km à 7,9 % à partir du croisement (459 m) entre la D13 et la route du Hautacam (bien qu'un panneau annonce 13 km à 8 % à partir de ce lieu). Le premier km à 9 % dans ce bourg laisse entrevoir des premiers raidillons. L’ascension est en effet irrégulière, alternant des replats suivis de « coups de cul » supérieurs à 10 % (jusqu'à 13 %), obligeant les cyclistes à changer souvent de braquet et relancer en danseuse. Le kilomètre juste avant d’arriver au hameau de Souin (704 m) affiche 10 % de moyenne avant de rencontrer deux kilomètres un peu moins difficiles à 6 % entre Souin et la petite cascade juste avant Artalens.
La pente irrégulière jusqu'à Artalens retrouve ensuite des pourcentages proches de 9 et 10 % dans une portion difficile à la sortie du hameau de Saint-André (928 m), avant un court replat à 5 km de la station. La dernière véritable difficulté est un kilomètre à 9 % qui débute à 3 kilomètres de l’arrivée, notamment marqué au bout par un lacet raide, l'épingle de la ferme de l'Arrioutou (1 338 m), au km 11. Mais les changements brutaux de déclivité s’amenuisent dans les cinq derniers kilomètres marqués par les alpages, rendant le final un peu moins difficile. Le dernier km affiche une moyenne de 7 % avant de parvenir sur une large plate-forme à 1 525 m d’altitude servant d’arrivée au Tour de France cycliste.
Cela dit, il ne s’agit pas du sommet de la route puisqu’il est possible de monter jusqu’au col de Tramassel (1 629 m), où se situe un refuge et des remontées mécaniques. De la plate-forme, il ne reste qu'1,3 km à 8 % pour y parvenir. L’ascension du col de Tramassel fait ainsi 14,9 km à 7,85 % depuis Ayros-Arbouix. Comme sur beaucoup d'ascensions pyrénéennes, il n'est pas rare de croiser des chevaux ou bovins en liberté.

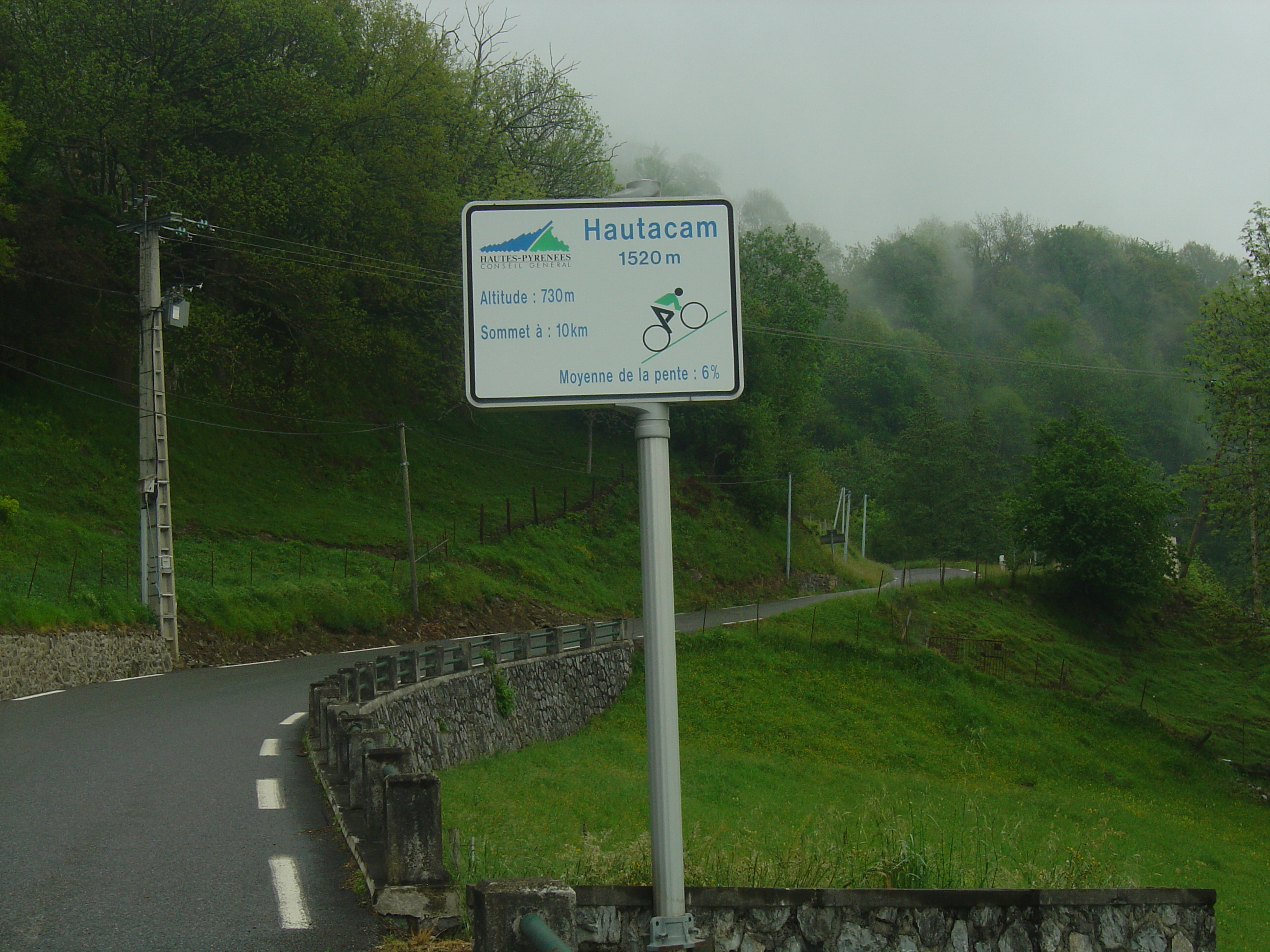
Un kilomètre à 6 % moins difficile entre Souin et Artalens
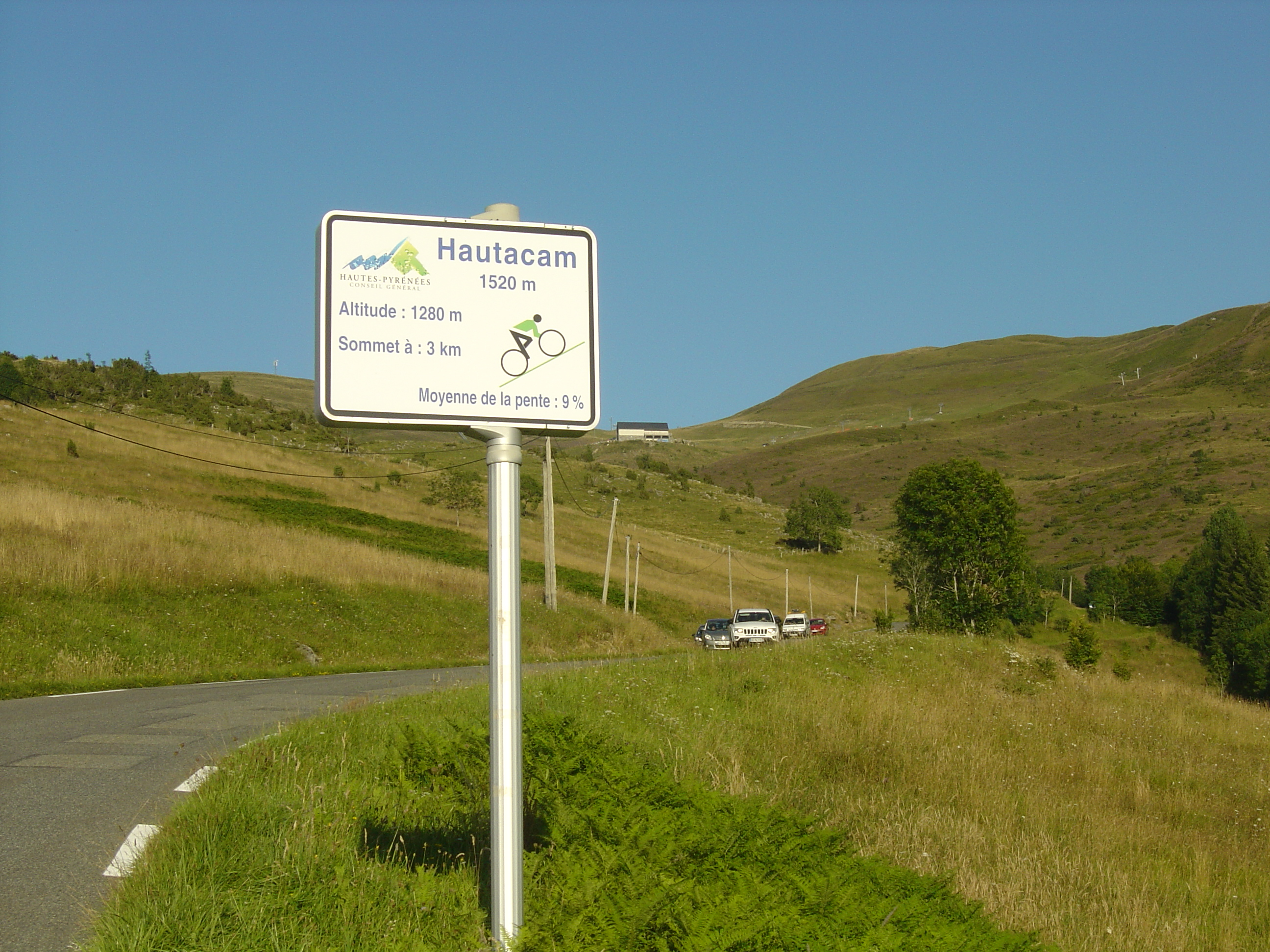
Dixième km d'ascension à 9 %
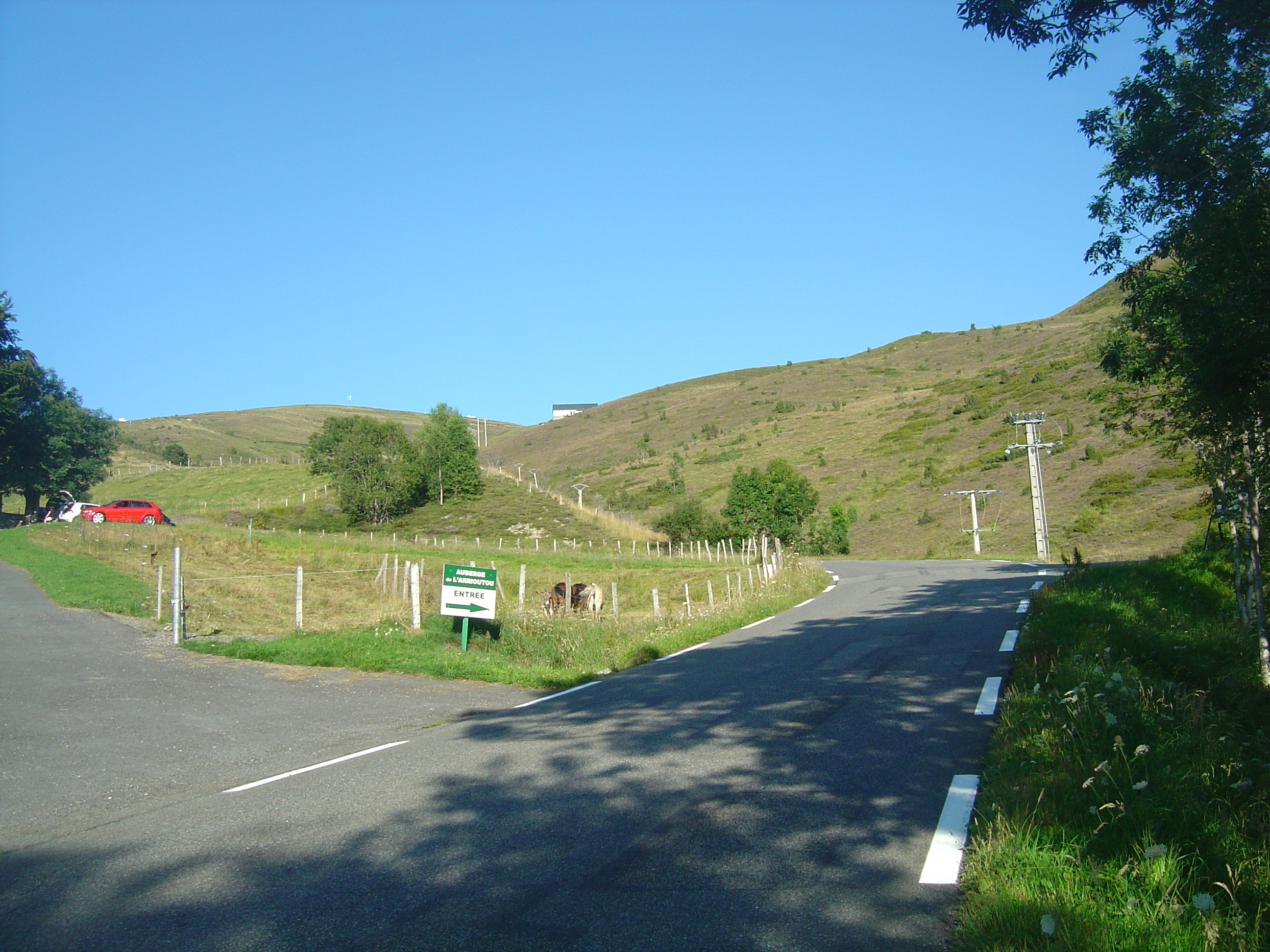
Approche de la difficile épingle de l'Arrioutou à environ 2 km de l'arrivée
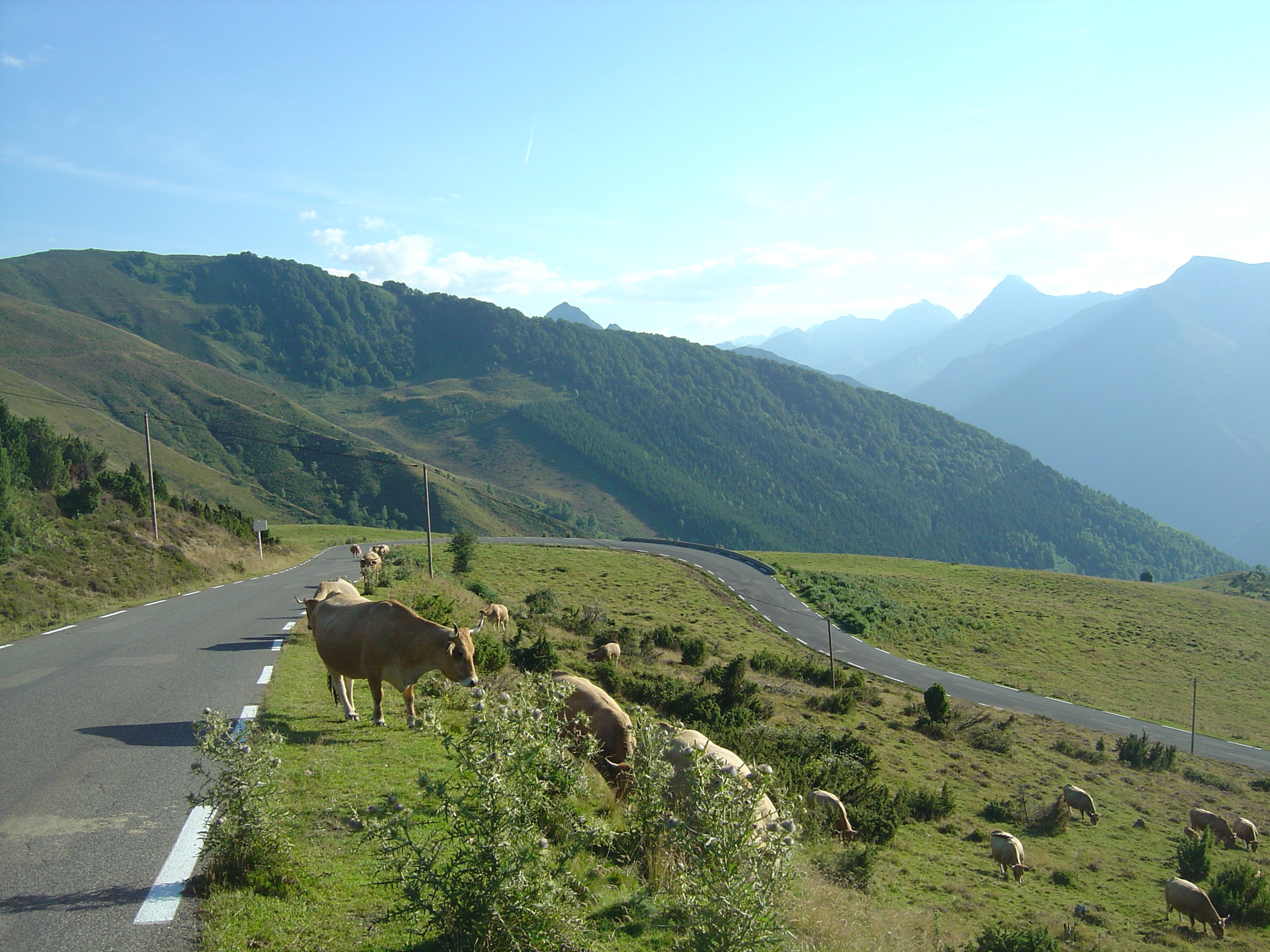
Bovins dans le dernier km de l'ascension

## Dégâts de la tempête Xynthia en 2010

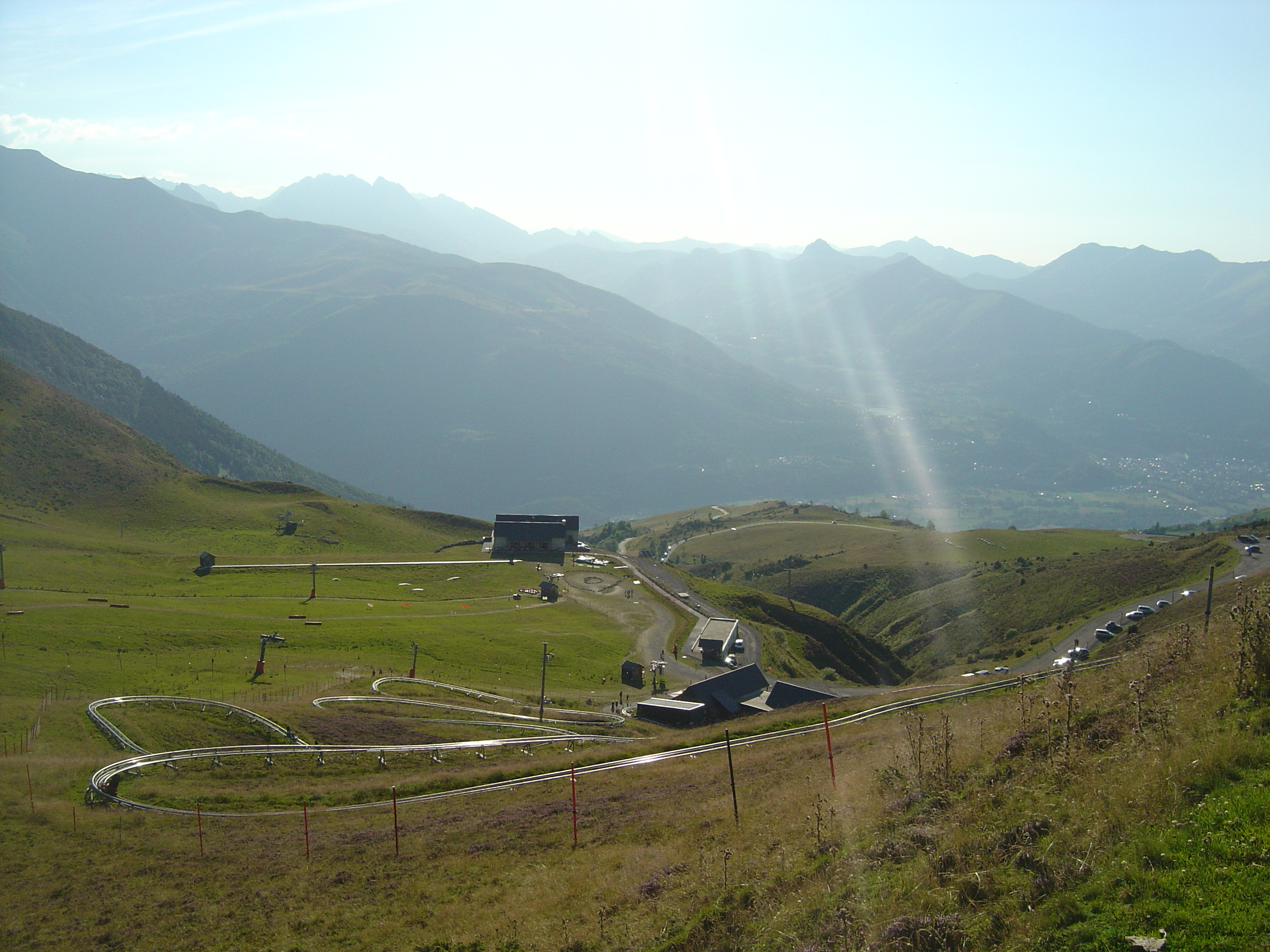
Vue générale de la station depuis la route du col de Tramassel

La station a été victime de la tempête Xynthia au début de 2010 et a dû fermer ses portes pour pouvoir se remettre en fonctionnement (900 000 € de dégâts). Tout a été refait pour l'hiver 2010,.

## Voies d'accès
L'accès routier se fait depuis Lourdes par la route départementale D 821 jusqu'à Argelès-Gazost sud puis la D 100 direction Ayros-Arbouix.

## Images

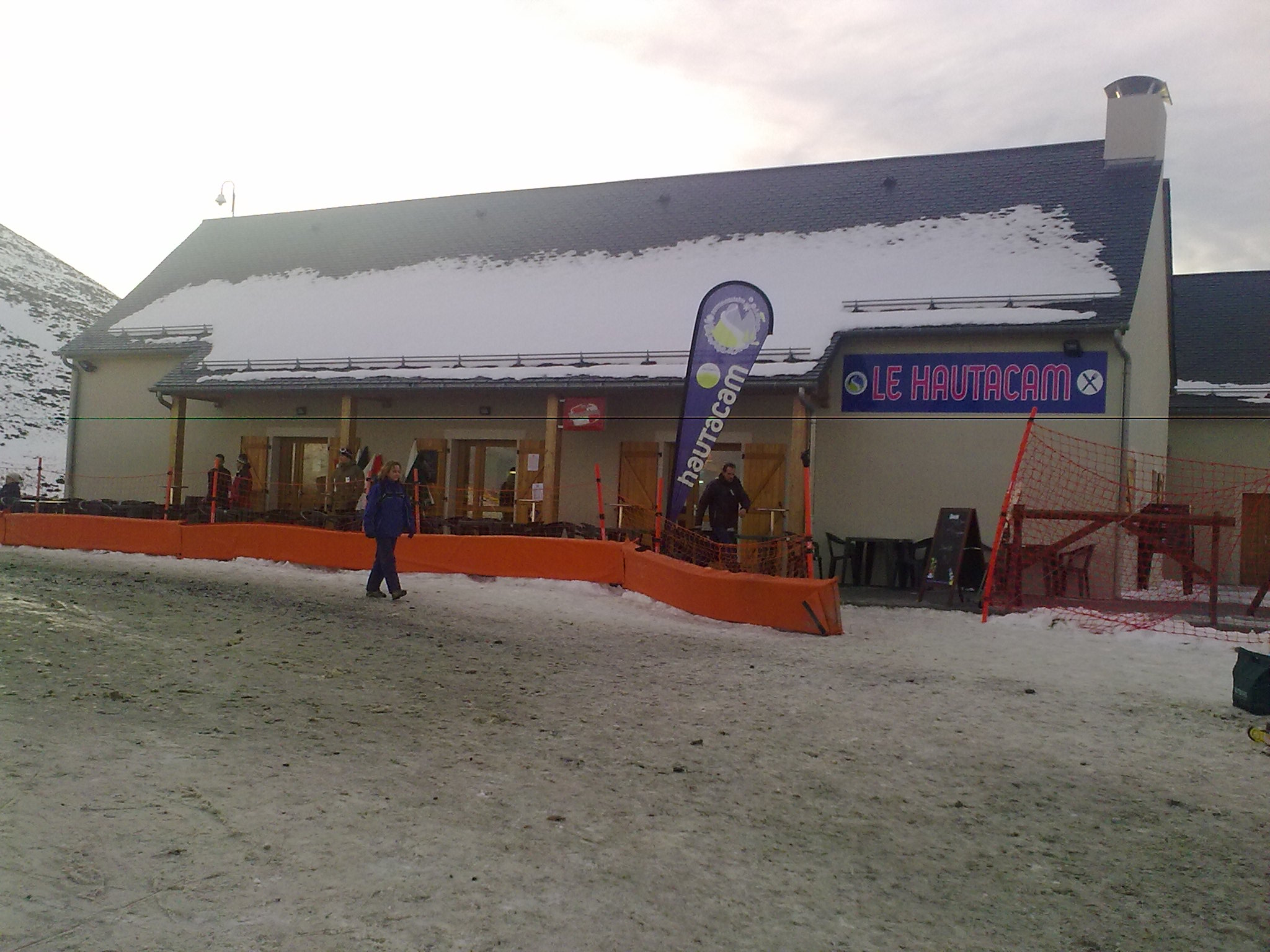
Le Hautacam, restaurant de la station de ski du Hautacam
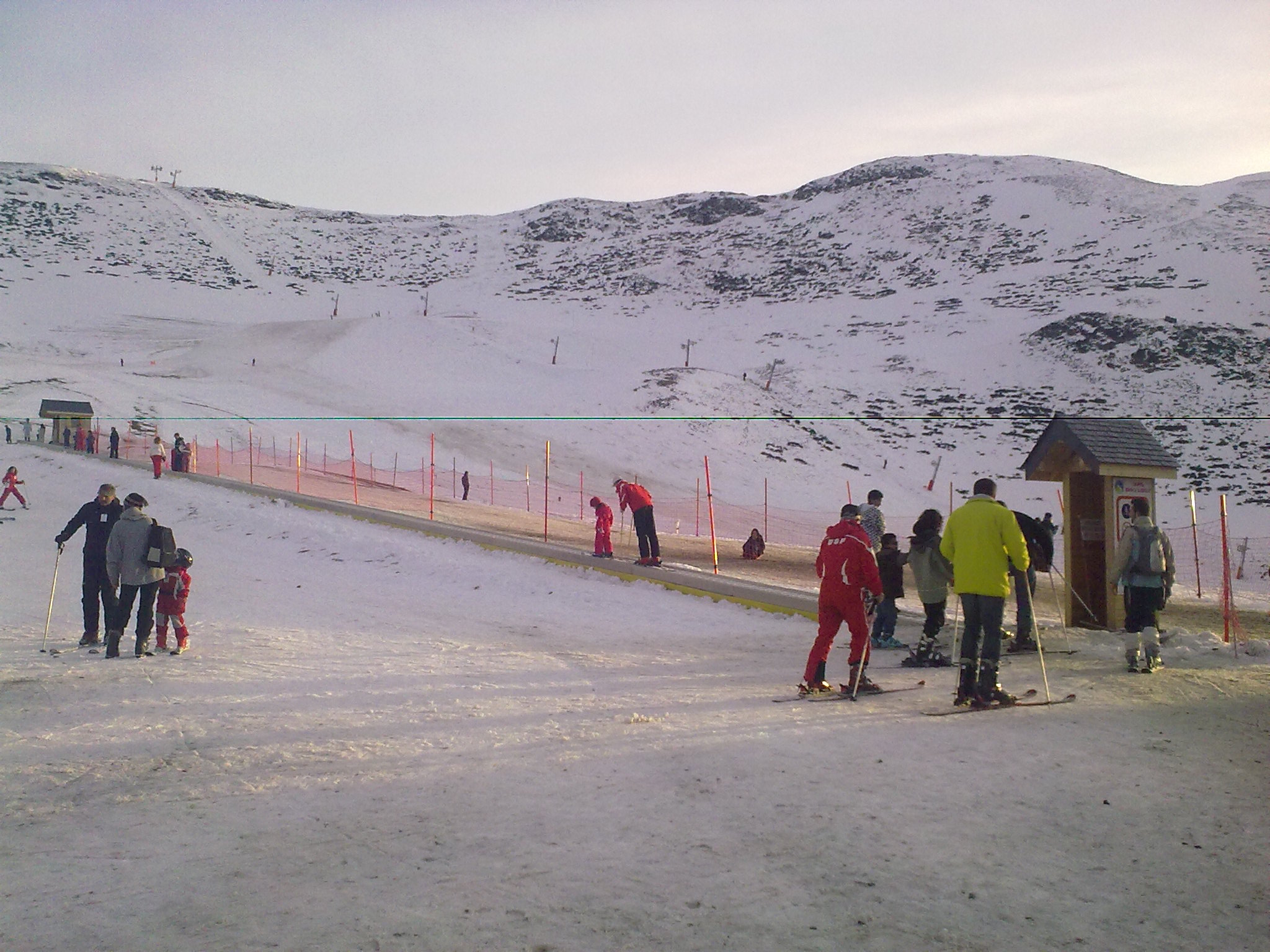
Le tapis du Hautacam
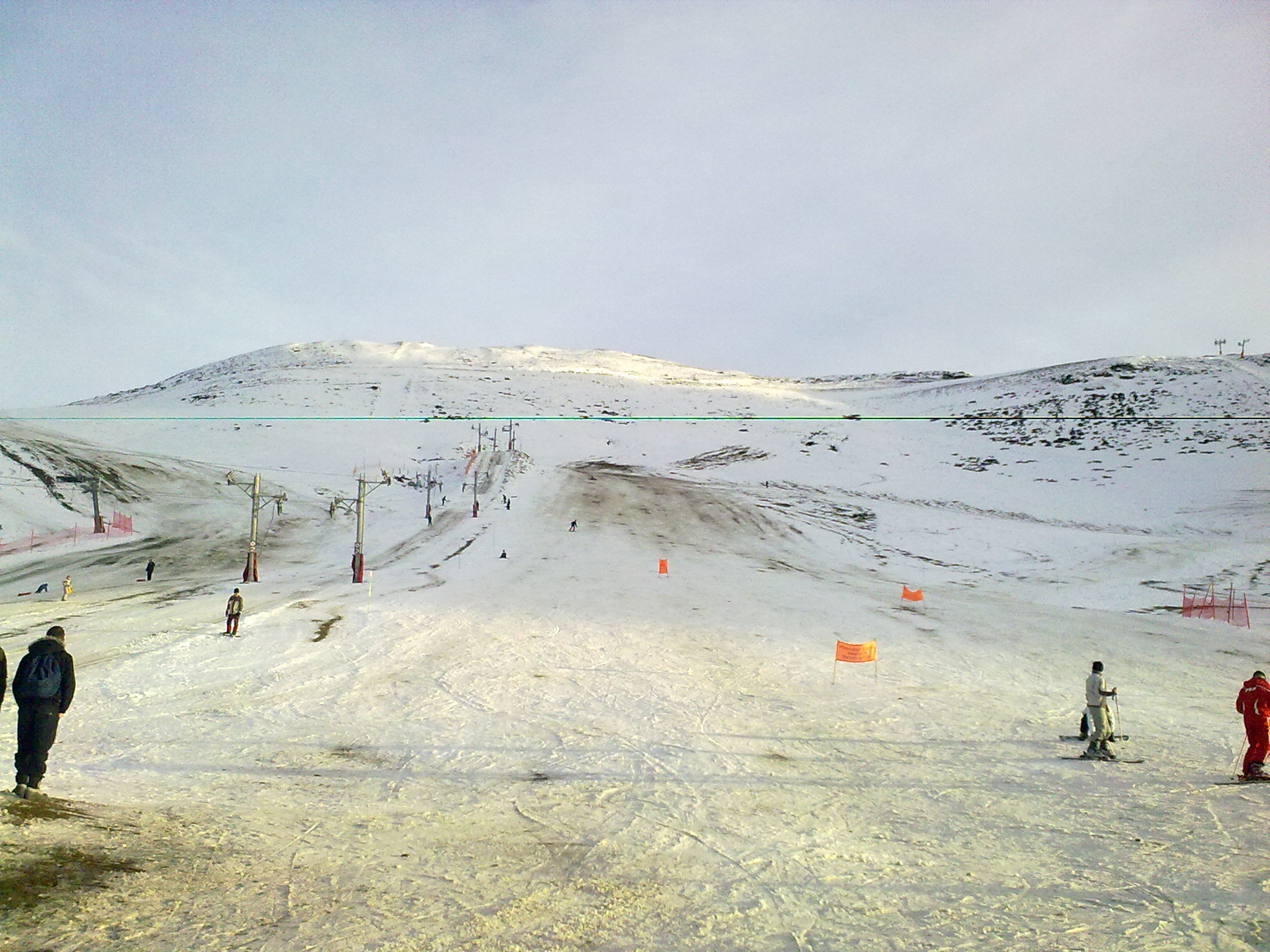
Piste Les marmottes avec le teleski du Cardouet à gauche
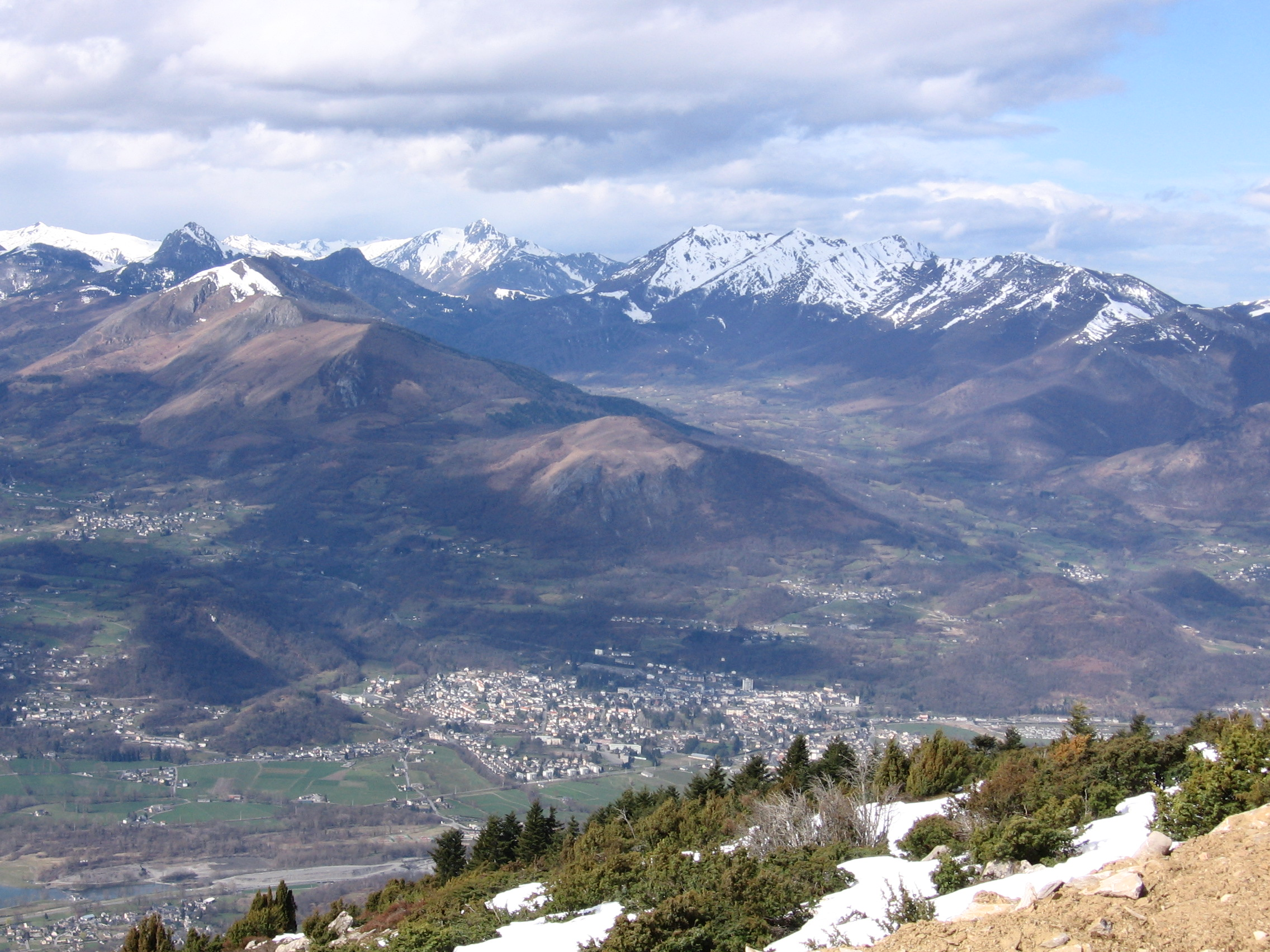
Argelès-Gazost vu du Hautacam
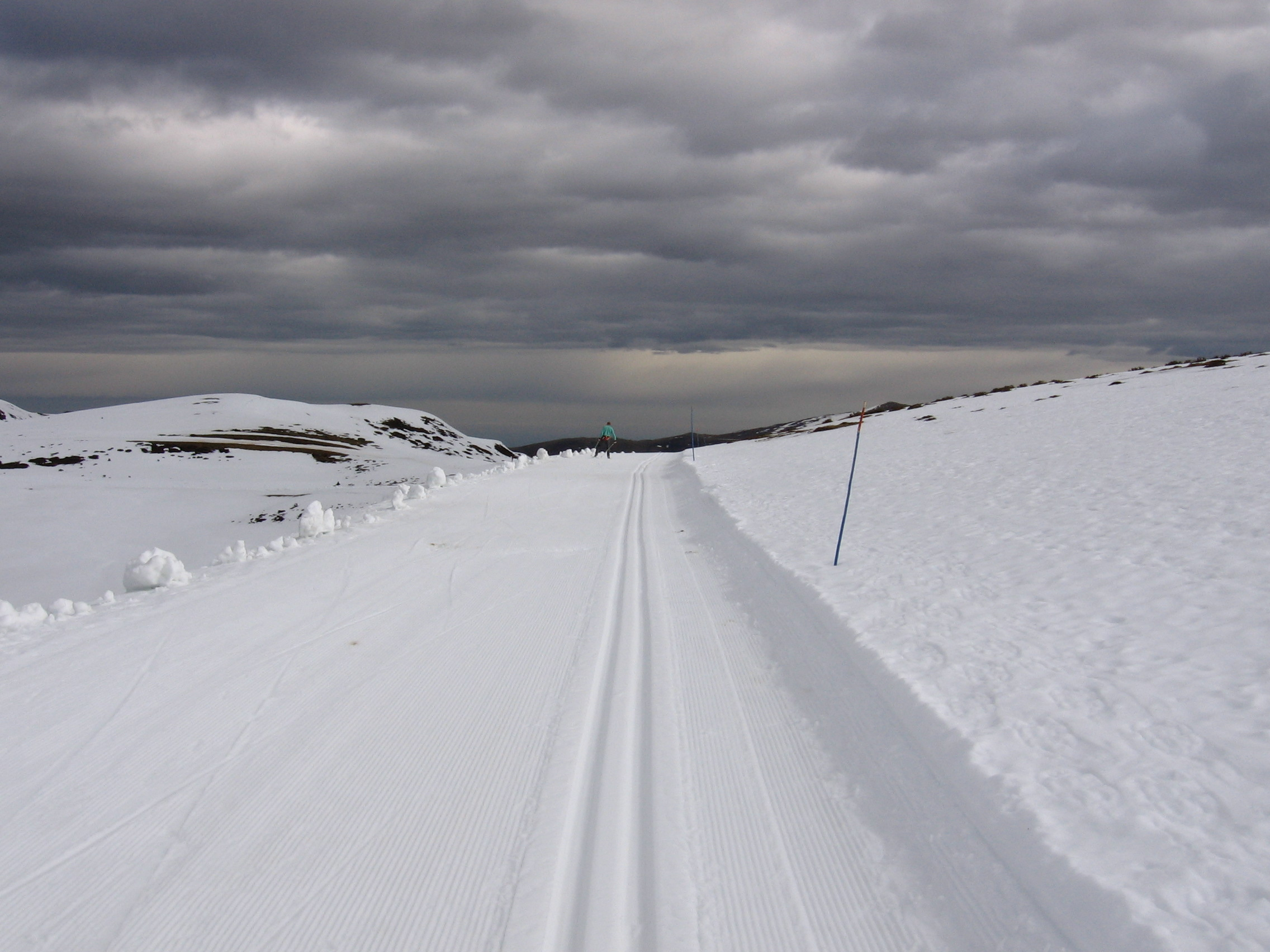
Piste de ski de fond